# Yaominami (metropolitana di Osaka)
Yaominami (長原駅?, Yaominami-eki) (T36) è una stazione della metropolitana di Osaka situata nella città di Yao, nella prefettura di Osaka. Si tratta dell'ultima stazione della linea Tanimachi a sud.

## Struttura
La stazione è dotata di una banchina centrale con due binari in superficie.
| 1/2 | Linea Tanimachi |  | per Tennōji, Higashi-Umeda, Miyakojima e Dainichi |

## Stazioni adiacenti
| «               | Servizio        | »               |
| Linea Tanimachi | Linea Tanimachi | Linea Tanimachi |
| --------------- | --------------- | --------------- |
| Nagahara        | Locale          | Capolinea       |